# Ровеньки
Ровеньки́ (укр. Ровеньки) — город в Луганской области Украины. С мая 2014 находился под контролем управляемой из России марионеточной Луганской Народной Республики. В настоящее время под российской оккупацией.
С 17 июля 2020 года город стал центром одноимённого района.
Административный центр Ровеньковского городского совета, в составе которого 8 поселковых и один сельский совет.

## География
Город расположен в Луганской области, к югу от Луганска, между городами Антрацит и Свердловск.
Соседние населённые пункты: посёлок Михайловка на западе, сёла Вишнёвое на юго-западе, Грибоваха, Ульяновка на юге, посёлки Нагольно-Тарасовка на юго-востоке, Дзержинский, Новодарьевка на востоке, село Калиновка, посёлки Кленовый, Великокаменка на северо-востоке, сёла Коробкино, Вербовка и посёлок Новоукраинка на севере, село Лозы и посёлок Кошары на северо-западе.

## Население
Численность населения города на начало 2019 года — 45 898 чел., живущего на территории, подчинённой городскому совету — 81 525 чел.. Согласно переписи населения 2001 г., в городе украинцев — 63,6 %, русских — 33,7 %, белорусов — 1 %, болгар — 0,3 %, молдаван — 0,2 %, прочих — 1,2 %.

### Языковой состав
По данным переписи 2001 года 19,66 % населения города указали родным украинский язык, 79,79 % — русский, 0,55 % — другие языки.

## История

### Российская империя
Впервые в документальных источниках Осиновый Ровенёк упоминается в 1705 году. В 1730-е — 1760-е годы это был один из укреплённых опорных пунктов так называемой Украинской оборонительной линии.
В 1793 году владельцем селения стал атаман Войска Донского, генерал Василий Орлов (1745—1801), от его фамилии наименование Орлово-Ровенецкая слобода. На средства помещиков Орловых 29 мая 1793 года в слободе, взамен старого обветшавшего храма, была построена новая каменная Николаевская церковь. Жители слободы — помещичьи крестьяне, занимавшиеся в основном земледелием и скотоводством.
В издании Центрального статистического комитета МВД Российской империи — «Списках населённых мест Земли Войска Донского по сведениям 1859 года», под № 1292 значится — Миусского округа Орлова Ровенецкая (Ровеньки), слобода владельческая, при балках Ровеньках; в ней: число дворов — 385; жителей муж. пола — 1532, жен. пола — 1599; церковь православная 1, ярмарка 1.
Отмена крепостного права в России в 1861 году стала толчком к развитию капиталистических отношений и добывающей промышленности в Ровенецкой слободе, поскольку земля здесь содержит месторождения угля, металлоносных глиняных пород, аспидного шифера, а также чёрного мела, для изготовления художественных красок и карандашей.
Открытию шахт в слободе способствовало строительство Екатерининской железной дороги. Первая «шахта мышеловка» здесь открыта примерно в 1877 году, а через 25 лет — в 1900 году вблизи Ровенек уже действовало более 6 угольных рудников, в том числе купцов Маркова, Отто, Вальяна, Карнеева, княгини Юсуповой, донского казака Лобова. Шахтёры — бывшие крестьяне, прибывшие сюда из разных уездов империи.
В «Алфавитном списке населённых мест ОВД 1915 года», под № 3768 значится: Таганрогского округа — Ровеньки слобода (волостной центр), при балке Ровеньки; в ней число дворов 974, жителей муж. пола 3990, жен. пола 4008; волостное и сельское правление, … земский и ветеринарный врач, почтовое отделение, 2-классное и 1-классное народные училища ведомства Министерства народного просвещения, церковь православная; 2 паровых мельницы; пиво и медоваренный завод.

### Украинская ССР, СССР
В декабре 1917 года здесь была впервые установлена Советская власть, но уже в апреле 1918 года селение было оккупировано немецкими войсками (которые оставались здесь до ноября 1918 года). В дальнейшем, поселение оказалось в зоне боевых действий гражданской войны и власть несколько раз менялась, но в начале 1920 года в слободе власть Советов была восстановлена.
С 1920 по 1923 года слобода входила в Шахтинский округ УССР. С 1923 по 1929 годы — в Луганский округ. В 1934 году Ровеньки получили статус города, а с 1937 года вошли в состав Ворошиловградской области.
В советские годы в городе была создана инфраструктура: благоустроенные улицы, с тротуарами, проведено электрическое освещение и водопроводы. На территории прежней усадьбы графов Орловских была открыта городская больница, были открыты 11 школ, горный техникум. 8 шахт были объединены в трест «Фрунзеуголь».
Во время Великой Отечественной войны — с 18 июля 1942 по 17 февраля 1943 г., город Ровеньки был захвачен и оккупирован немецкими войсками. Через 6 месяцев, в ходе кровопролитных боёв Ворошиловградской военной операции советскими войсками Юго-Западного фронта, в составе 23-го танкового корпуса 39-й танковой бригады и 56-й мотострелковой бригады, частей 203-й стрелковой дивизии и 333-й стрелковой дивизии освободили Ровеньки от немецко-фашистских захватчиков.
Оккупанты нанесли весомый ущерб городу: были подорваны мукомольный завод, железнодорожный вокзал, элеватор, выведены из строя все шахты. За время оккупации в Гремучем лесу были расстреляны 375 мирных жителей, здесь же были казнены молодогвардейцы: Олег Кошевой, Любовь Шевцова, Дмитрий Огурцов, Семён Остапенко, Виктор Субботин.
Послевоенным всенародным подъёмом была восстановлена экономика. К 1955 году вновь заработали предприятия по добыче угля, щебёночный завод, электромеханические мастерские, пивоваренный завод, мельница. Действовали четыре средние школы, горный техникум, три библиотеки, кинотеатр, два клуба и одна из двух районных МТС.
30 декабря 1962 года Ровеньки получил статус города областного подчинения; при этом к нему были присоединены посёлки городского типа Алмазовка и Дзержинский, а также город Свердловск. 25-летний этап социалистического строительства с 1960 по 1985-е гг. в Ровеньках отмечен значительными переменами, в эти годы были построены новые жилые кварталы (Ворошилова, Гагарина, Молодёжный), телевизионный завод «Фотон», автовокзал, кинотеатр «Космос», спорткомплекс «Юбилейный», реконструирован детский оздоровительный комплекс «Лесные зори». В 1985 году открылся санаторий-профилакторий «Шахтёрские зори».
27 декабря 1967 — по инициативе общественности открыт музей «Памяти погибших», первый общественно-патриотический центр города Ровеньки. 10 ноября 1980 — открыт Историко-краеведческий музей города Ровеньки, центр по изучению и сохранению историко-культурного наследия родного края.
По данным переписи 1983 года численность жителей города составляла — 64,1 тыс. чел. по переписи 1989 года— 67 989 человек.
Действовали семь угольных шахт, завод станочных узлов, обувная фабрика; горный техникум, четыре ПТУ, 25 общеобразовательных школ, две спортивные школы, шесть больниц, две поликлиники, Дворец культуры им. Горького, 21 библиотека, три кинотеатра и 12 клубов.

Железнодорожная станция

Автостанция

### Украина
В 1990-х годах в городе начали появляться частные предприятия: торговые, транспортные, бытового обслуживания. Заявила о себе ювелирная фирма «Агат», продукция которой известна даже в дальнем зарубежье.
В мае 1995 года Кабинет министров Украины утвердил решение о приватизации находившихся в городе АТП-10912, Антрацитовского МПМТО, завода «Квант», завода «Протон», шахтоуправления, управления жилищно-коммунального хозяйства и предприятий общепита.

#### Российско-украинская война(2014—н.в.)
С начала 2014 года Ровеньки контролируются самопровозглашённой ЛНР.

## Экономика
Промышленный потенциал города представляют около 30 промышленных предприятий. В структуре выпуска валовой продукции на долю промышленности приходится 100 %, в объёме товарной продукции 98 % составляет угольная промышленность, 2 % обрабатывающая промышленность. Доход бюджета города в 2004 году составил 25 579,6 тыс. гривен, из них перечислено в государственный бюджет Украины 342,9 тыс. гривен.
Главная отрасль города — добыча каменного угля (антрацита). На угольные предприятия приходится 95 % всей выпускаемой в городе продукции. Основные предприятия: ДТЭК «Ровенькиантрацит»; 6 угледобывающих шахт; 3 обогатительные фабрики по переработке угля; 420 объектов тепличного хозяйства.

## Транспорт
Железнодорожная станция Ровеньки на линии «Щётово — Должанская».

## Культура и образование
В 2000-е годы Ровеньки стал студенческим городом. Здесь были открыты филиалы ЛНПУ им. Т. Г. Шевченко и Донбасского государственного технического университета.
Работали три профессионально-технических учреждения, 27 общеобразовательных школ.

## СМИ
В Ровеньках работают две телевизионные компании: «РЕГИОН ВОСТОК» и «Телеканал РОВЕНЬКИ»; выпускаются две газеты: «Ровеньковские вести» и «Вперёд».

### Радиостанции
- 91,6 — РТВ FM
- 101,4 — Своё радио
- 103,2 — Ростовский Шансон
- 104,3 — Казачье радио

## Известные уроженцы
- Бережной, Александр Феодосеевич — советский и российский учёный.
- Бурда, Александр Фёдорович — советский офицер. Герой Советского Союза.
- Дмитриев, Эдуард Дмитриевич — советский и украинский кинорежиссёр, сценарист и кинооператор.
- Лащёнов, Фёдор Серафимович — советский волейболист, игрок сборной СССР (1977—1980).
- Шонин, Георгий Степанович — советский космонавт. Герой Советского Союза.

## Ровеньки в культуре
Команда КВН «Ровеньки» (которая была создана в Ровеньках и в своих выступлениях часто в юмористической форме рассказывает о Ровеньках) — вице-чемпион Высшей лиги КВН в 2022 и 2023 годах.

## Достопримечательности
- Мемориальный комплекс «Слава»
- Музей «Памяти погибших»